# Sistema autónomo

El crecimiento en el número de AS en Internet desde 1997.

Un sistema autónomo (en inglés, Autonomous System: AS) se define como “un grupo de redes IP que poseen una política de rutas propia e independiente”. Esta definición hace referencia a la característica fundamental de un Sistema Autónomo: realiza su propia gestión del tráfico que fluye entre él y los restantes Sistemas Autónomos que forman Internet. Un número de AS, conocido como ASN, se asigna a cada AS, y lo identifica de manera única a sus redes dentro de Internet.

## Operación
Los Sistemas Autónomos se comunican entre sí mediante routers, que intercambian información para tener actualizadas sus tablas de ruteo mediante el protocolo BGP e intercambian el tráfico de Internet que va de una red a la otra. A su vez cada Sistema Autónomo es como una Internet en pequeño, ya que su rol se llevaba a cabo por una sola entidad, típicamente un Proveedor de Servicio de Internet (ISP) o una gran organización con conexiones independientes a múltiples redes, las cuales se adherían a una sola y clara política de definición de rutas. El RFC 1771 describía la definición original (obsoleta) del Protocolo BGP (Border Gateway Protocol). La nueva definición  RFC 1930 fue necesaria debido a que múltiples organizaciones podían utilizar BGP con números de AS privados con un ISP que conecta a todas estas organizaciones a Internet. Aún considerando que el ISP podía soportar múltiples sistemas autónomos, Internet solo considera la política de definición de rutas establecida por el ISP. Por lo tanto, el ISP debería contar con un ASN registrado.

## Número de Sistema Autónomo (ASN)
Hasta el año 2007 los números de sistemas autónomos estaban definidos por un número entero de 16 bits lo que permitía un número máximo de 65536 asignaciones de sistemas autónomos. Debido a la demanda, se hizo necesario aumentar la posibilidad La RFC 4893 introduce los sistemas autónomos de 32-bits, que IANA ha comenzado a asignar. Estos números de 32 bits se escriben como un par de enteros en el formato  x.y, donde  x e y son números de 16 bits. La representación textual de Números de sistemas autónomos está definido en la  RFC 5396.

### Asignación
Los números de Sistemas Autónomos son asignados en bloques por la  Internet Assigned Numbers Authority (IANA) a Registros Regionales de Internet (RIRs).
Las entidades que  quieren recibir un número de sistema autónomo deben llenar un formulario ante el RIR correspondiente y ser aprobados antes de que se le asigne el número de sistema autónomo.
Los números de sistemas autónomos asignados por IANA pueden ser encontrados en el sitio web de IANA.
El número de redes autónomas en Internet excedía los 5000 en 1999, los 30 000 a fines del 2008, y 35 000 en el invierno del 2010.

### Ejemplos
Por lo general, los ISP, así como las grandes empresas internacionales y algunas universidades tienen sus propios números AS. Estos son algunos ejemplos de números AS:
- Vodafone				 AS3209
- BelWü 				 AS553
- ComuniDat (Argentina)                  AS265819
- freenet.de 		          	 AS5430
- Fundación Guifi.net                AS49835
- Fundación Wikimedia		 AS14907
- Universidad Johann Wolfgang Goethe AS20633
- Telecel (Paraguay)                     AS23201
- CABLECOLOR (Honduras)                  AS27884
- IPLAN TELECOMUNICACIONES (Argentina)   AS1681
- TECNET ARGENTINA SA (Argentina)        AS263793
- WNinternet (Argentina)                 AS52465
- SNCOMUNICACIONES (Argentina)           AS263754
- BAIRESWEB                              AS27969
- IP·RED (Argentina)                     AS262934
- Barinet SRL Argentina)                 AS265771

## Tabla con ASN de 16-bit y 32-bit
Esta es la tabla que muestra los ASN públicos, privados y reservados tanto para 16-bit como para 32-bit
| Número ASN              | Bits | Descripción                                             | Referencia         |
| ----------------------- | ---- | ------------------------------------------------------- | ------------------ |
| 0                       | 16   | Reservado                                               | [RFC1930]          |
| 1 - 23455               | 16   | ASNs público                                            |                    |
| 23456                   | 16   | Reservado para transición de pool AS                    | [RFC6793]          |
| 23457 - 64534           | 16   | ASNs público                                            |                    |
| 64000 - 64495           | 16   | Reservado por IANA                                      |                    |
| 64496 - 64511           | 16   | Reservado para uso en documentación y código de ejemplo | [RFC5398]          |
| 64512 - 65534           | 16   | ASN para uso privado                                    |                    |
| 65535                   | 16   | Reservado                                               |                    |
| 65536 - 65551           | 32   | Reservado para uso en documentación y código de ejemplo | [RFC4893][RFC5398] |
| 65552 - 131071          | 32   | Reservado                                               |                    |
| 131072 - 4199999999     | 32   | ASNs públicos de 32-bit                                 |                    |
| 4200000000 - 4294967294 | 32   | ASN para uso privado                                    | [RFC6996]          |
| 4294967295              | 32   | Reservado                                               |                    |

## Tipos
Los sistemas autónomos pueden agruparse en tres categorías, dependiendo de sus conexiones y modo de operación.
- SA stub: se conecta únicamente con un sistema autónomo.
- SA de tránsito: se conecta con varios sistemas autónomos y además permite que se comuniquen entre ellos.
- SA multihomed: se conecta con varios sistemas autónomos, pero no soporta el tráfico de tránsito entre ellos.